# Rosa Torras i Buxeda
Rosa Torras i Buxeda (Barcelona, 23 de febrer de 1895 − 26 d'agost de 1986) fou una tennista catalana nou vegades campiona d’Espanya, i la primera jugadora espanyola, juntament amb Lilí Álvarez, a participar en uns Jocs Olímpics.
Nascuda en el nucli de l'ambient burgés barceloní de principis del segle xx, els seus pares, Cèsar August Torras i Ferreri, i Francesca de Sales Buxeda i Pujol, la van educar al marge del que la societat d'aquella època exigia a les dones. Així des de ben petita vas poder vestir pantalons, pentinar-se a l'estil garçonne, fumar cigarretes a l'extrem de llarguíssims broquets i fer esport. Com a tennista va guanyar gran èxits en moltes competicions internacionals defensant els colors del Real Barcelona Lawn Tennis Club, un dels clubs més antics de l'estat espanyol i del qual ella tenia el carnet de sòcia número u.
Durant la seva carrera com a tennista va ser nou vegades campiona d'Espanya: individual, el 1927; dobles, 1929 i 1930, amb María López de Lerena, i 1931, amb Bella Dutton de Pons; i mixtos, el 1929 i 1931, amb Enrique Maier, i 1932, amb A. Durall. També fou campiona de Catalunya individual en dues ocasions (1919, 1920), de dobles en vuit (1924, amb M. Luria; 1925, amb M.L. Marnet; 1926, 1930 i 1931, amb Bella Dutton de Pons; 1927, amb Carola Fabra, i 1932 i 1933, amb M.C. López de Lerena) i de dobles mixtos en sis (1924, amb Antoni Juanico; 1926, amb Francesc Sindreu, i 1928-31 amb Enrique Maier). Però on realment va posar a prova una fortalesa de ferro va ser en la seva actuació als Jocs Olímpics de París. On va participar tot i patir bronquitis i, en comptes de retirar-se quan ja no podia més, va continuar jugant i, cada dos jocs, s'asseia i es cobria el cap amb una tovallola per fer inhalacions de vapor d'aigua amb eucaliptus que algú anava escalfant amb un fogonet, a peu de pista. Junt amb el seu nom a la premsa de l'època també apareixien altres dones que com ella practicaren el tennis de competició, com és el cas de les germanes Dolors i Lluïsa Marnet Sacco.
La participació de Rosa Torras, juntament amb la també tennista Lilí Álvarez, als Jocs Olímpics de París, de 1924, va suposar l'inici de la presència femenina en esdeveniments olímpics en representació de la delegació espanyola. Concretament la seva participació en aquells Jocs s'inicià el dia 13 de juliol de 1924 en enfrontaments individuals.
Va ser la primera tennista en guanyar el Torneig Internacional de S'agaró l'any 1932.
Rosa Torras va ser també la introductora del bridge a Barcelona, hi va obtenir molts títols i trofeus i molts jugadors es formaren amb ella.